# ノック・ネヴィス
|                |                        |
| 船歴           |                        |
| 起工           | 1975年3月19日          |
| 進水           | 1975年9月4日           |
| 竣工           | 1979年12月3日          |
| 船体延長       | 1980年7月～12月        |
| その後         | 2010年解体。           |
| 主要目         |                        |
| 総トン数       | 260,851 トン           |
| 載貨重量トン数 | 564,763 トン           |
| 全長           | 458.45 m (1,504.10 ft) |
| 垂線間長       | 440.0 m                |
| 型幅           | 68.8 m (225.72 ft)     |
| 型深           | 29.8 m                 |
| 吃水           | 24.61 m                |
| 機関           | 蒸気タービン 1基       |
| 主機出力       | 50,000馬力             |
| 速力           | 15.3ノット             |
| 乗員           |                        |

巨大船5種の比較図
上から
ノック・ネヴィス
エマ・マースク
クイーン・メリー2
ベルゲ・スタール
エンタープライズ (CVN-65)

大きな建造物との比較図
左から
エッフェル塔
エンパイア・ステート・ビルディング
ペトロナスツインタワー
ノック・ネヴィス
シアーズ・タワー
台北101
ブルジュ・ハリファ

ノック・ネヴィス (Knock Nevis) は、ノルウェー船籍の石油タンカー。全長458.45m、全幅68.8m、564,763重量トンと、かつて建造された最大の船である。ただし総トン数ではバティラス級タンカー4隻に次ぐ5位である。ノック・ネヴィスは1979年から80年にかけて建造、1988年にイラン・イラク戦争で撃沈されたが戦後に浮揚され、修理された。その後2004年から2009年まで沖合で浮体式貯蔵積出設備（FSO）として使用されていた。2010年にインドのグジャラート州で解体された。36トンある錨がノルウェーから香港へ贈られた。

## 船歴
船はギリシャによる発注で住友重機械追浜造船所（現：横須賀製造所）で建造されたものの、ギア設計の問題とそれに伴う振動問題で受け取りを拒絶され、発注者と造船所との調停後、中国企業に売却された。その後未完成の船体は香港の海運王董浩雲の海運会社、東方海外貨櫃航運公司に売却された。日本鋼管津製作所で船体延長され、その積載量は増加し、かつて建造された最大の船となった。船は2年後に進水し、シーワイズ・ジャイアント (Seawise Giant) と命名された。これは所有者董浩雲 (Tung Chao Yung, C. Y. Tung) にあやかって命名されたものであった。董浩雲は船の建造で資金難となり、結局中国政府による支援を受けた。
就役後は中東とアメリカ間で運行されたが、まもなく海運不況により遊休化。イラン・イラク戦争間の1986年からイランに用船され、ホルムズ海峡のララク島泊地で輸出原油の積み替え・貯蔵母船として使用された。1988年5月にララク島泊地でイラク空軍機の攻撃を受け、対艦ミサイルのエグゾセが命中し沈没した（タンカー戦争）。ブルネイに回航されていた船体は1989年後半にノルウェーのKS-カンパニーによって購入され、シンガポールのケッペル造船所で修理を受けた。同時に、ハッピー・ジャイアント (Happy Giant) と改名された。修理が完了する前の1991年にKS-カンパニーはノルウェーのヨルゲン・ヤーレによって管理されることとなり、船は ヤーレ・ヴァイキング (Jahre Viking) と改名された。1990年代末にKS-カンパニーはフレッド・オルセンと彼の会社ファースト・オルセン・タンカーズによって買収された。
2004年3月に、船は新たなオーナーのフレッド・オルセン・プロダクションに移管され、ドバイの乾ドックに入った。そこで船名はノック・ネヴィスと改名された。ノック・ネヴィスはペルシャ湾のカタール・アル・シャヒーン油田で海上石油・ガス貯蔵設備として使用された。本船は1979年から2009年まで活躍した。